# Gravion
Gravion (яп. 超重神グラヴィオン тё:дзю:син гуравион) — аниме-сериал, созданный на студии Gonzo под руководством Масами Обари. Транслировался в Японии с октября по декабрь 2002 года. В 2004 году было выпущено продолжение — Gravion Zwei (яп. 超重神グラヴィオンZwei тё:дзю:син гуравион цувай). Главным героем первой части является Эйдзи Сигурэ, который получает письмо от пропавшей сестры Аяки. Отправившись на её поиски, Эйдзи выходит на могущественного миллиардера Клейна Сэндмана, и в конечном итоге вынужден защищать Землю от инопланетного вторжения, пилотируя один из гигантских роботов Клейна «G-Attacker», а позднее — «Гравион».

## Роли озвучивали
- Дзюн Фукуяма — Тога Тэнкудзи
- Кэнъити Судзумура — Эйдзи Сигурэ
- Харуна Икэдзава — Руна Гусуку
- Ю Асакава — Мидзуки Татибана
- Май Накахара — Эйна
- Сё Хаями — Клейн Сэндман
- Хикару Мидорикава — Рэйвен
- Дзюнъити Сувабэ — Алекс Смит
- Хоко Кувасима — Лиру
- Ай Утикава — Тесера
- Аканэ Омаэ — Сесиль
- Фумихико Татики — президент

## Музыка
Первый сезон
- Открывающая тема: «Nageki no Rosario», исполняет JAM Project
- Закрывающая тема: «WISH», исполняет Юриа

Второй сезон
- Открывающая тема: «Kurenai no Kiba», исполняет JAM Project
- Закрывающая тема: «La♪La♪Bye», исполняет Yuria